# Zein al-Sharaf Talal

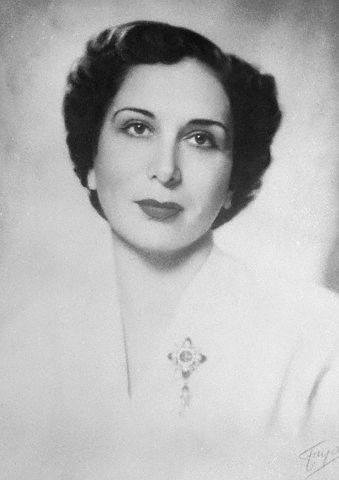
Zein al-Sharaf Talal

Zein al-Sharaf Talal (arabisch زين الشرف بنت جميل, DMG Zain aš-Šaraf bt. Ǧamīl; * 2. August 1916 in Alexandria, Sultanat Ägypten; † 26. April 1994 in Lausanne, Schweiz) war als Ehefrau von Talal bin Abdullah Königin von Jordanien. Sie ist die Mutter von König Hussein.

## Familie
Talals  Vorfahren stammten aus Hedschas und der Türkei. Ihre Mutter war Wijdan Hanim, die Tochter Shakir Pashas und Großnichte von Kâmil Pascha, der zu Zeiten des Osmanischen Reiches Gouverneur von Zypern war. Ihr Vater, Sharif Jamal bin Nasser, war der Gouverneur von Hauran und Neffe von Sharif Hussein bin Ali aus Mekka.

## Ehe und Kinder
Zein heiratete am 27. November 1934  ihren Cousin Prinz Talal bin Abdullah von Jordanien. Mit ihm hatte sie vier Söhne und zwei Töchter:
- König Hussein (14. November 1935–7. Februar 1999)
- Prinzessin Asma (verstorben bei der Geburt 1937)
- Prinz Muhammad (2. Oktober 1940–29. April 2021)
- Prinz Hassan (* 20. März 1947)
- Prinz Muhsin (verstorben)
- Prinzessin Basma (* 11. Mai 1951)

## Herrschaft
Königin Zein spielte in den 1950er Jahren eine wichtige Rolle in der politischen Entwicklung des Königreichs Jordanien. Sie machte sich verdient um wohltätige Zwecke und die Frauenrechte.
Nach der Ermordung von König Abdullah I. 1951 und bis zur Abdankung ihres Mannes im August 1952 war sie Königin von Jordanien. Bis zum Erreichen der Volljährigkeit ihres Sohnes und neuen Königs Hussein im Mai 1953 spielte sie in der Politik eine Rolle, obwohl diese verfassungsrechtlich nicht geregelt war.
Nach der Ankunft der palästinensischen Flüchtlinge nach dem Palästinakrieg leitete sie Hilfsmaßnahmen für Zehntausende Flüchtlinge ein. Sie wirkte maßgeblich an der Gründung der Frauenabteilung des jordanischen Roten Halbmondes im Jahre 1948 mit.

## Ehrungen

### Nationale Ehrungen
- Jordanien:  Dame Großkreuz mit Collar des al-Hussein bin Ali-Ordens.

### Ausländische Ehrungen
- Malaysia:  Ehrengroßkommandeur des   Ordens Defender of the Realm (SMN, 24. April 1965).[3]